# Pluszkiejmy
Pluszkiejmy (niem. Plautzkehmen, 1938–1945 Engern) – wieś w Polsce położona w województwie warmińsko-mazurskim, w powiecie gołdapskim, w gminie Dubeninki.
Wieś wypoczynkowa, położona nad Jeziorem Czarnym (136 ha pow., głębokość maksymalna 27 m). Znajduje się tu plaża i kąpielisko. Wieś wzmiankowana w 1599 r.: Paweł Wierciński kupił tu cztery włóki ziemi.
Na północ od wsi leży rezerwat przyrody Mechacz Wielki z karłowatym lasem sosnowym oraz borami bagiennymi.
We wsi znajdują się dwa zabytkowe cmentarze ewangelickie (nr ew. NID A-3018 i A-3022).
W latach 1954-1972 wieś była siedzibą gromady Pluszkiejmy. W latach 1975–1998 miejscowość administracyjnie należała do województwa suwalskiego.

## Atrakcje turystyczne
- Jezioro Czarne
- Niskie Jezioro
- Rezerwat przyrody Mechacz Wielki
- Rezerwat przyrody Boczki